# The New Superintendent
«The New Superintendent» — американский короткометражный драматический фильм Френсиса Боггса.

## Сюжет
Фильм рассказывает об управляющем нефтеперерабатывающего завода по имени Джеймс Морли, которого увольняют в силу того, что он не справляется с рабочим напряжением. Джек Хартуэй назначается новым суперинтендантом, устанавливает вывеску, которая нервирует хулигана Руни, который в свою очередь, срывает её. Так начинается их противостояние.

## В ролях
| Актёр                  | Роль         |
| ---------------------- | ------------ |
| Херберт Роулинсон      | Джек Хартуэй |
| Том Санчи              | Билл Руни    |
| Фред Хантли            | Пэт Гроган   |
| Джордж Хернандез       | Джеймс Мурли |
| Ник Когли              |              |
| Мейджор Дж.А. МакГуайр |              |
| Фрэнк Опперман         |              |
| Айва Шепард            |              |
| Женевьева Дэвис        |              |